# سوپ میوه

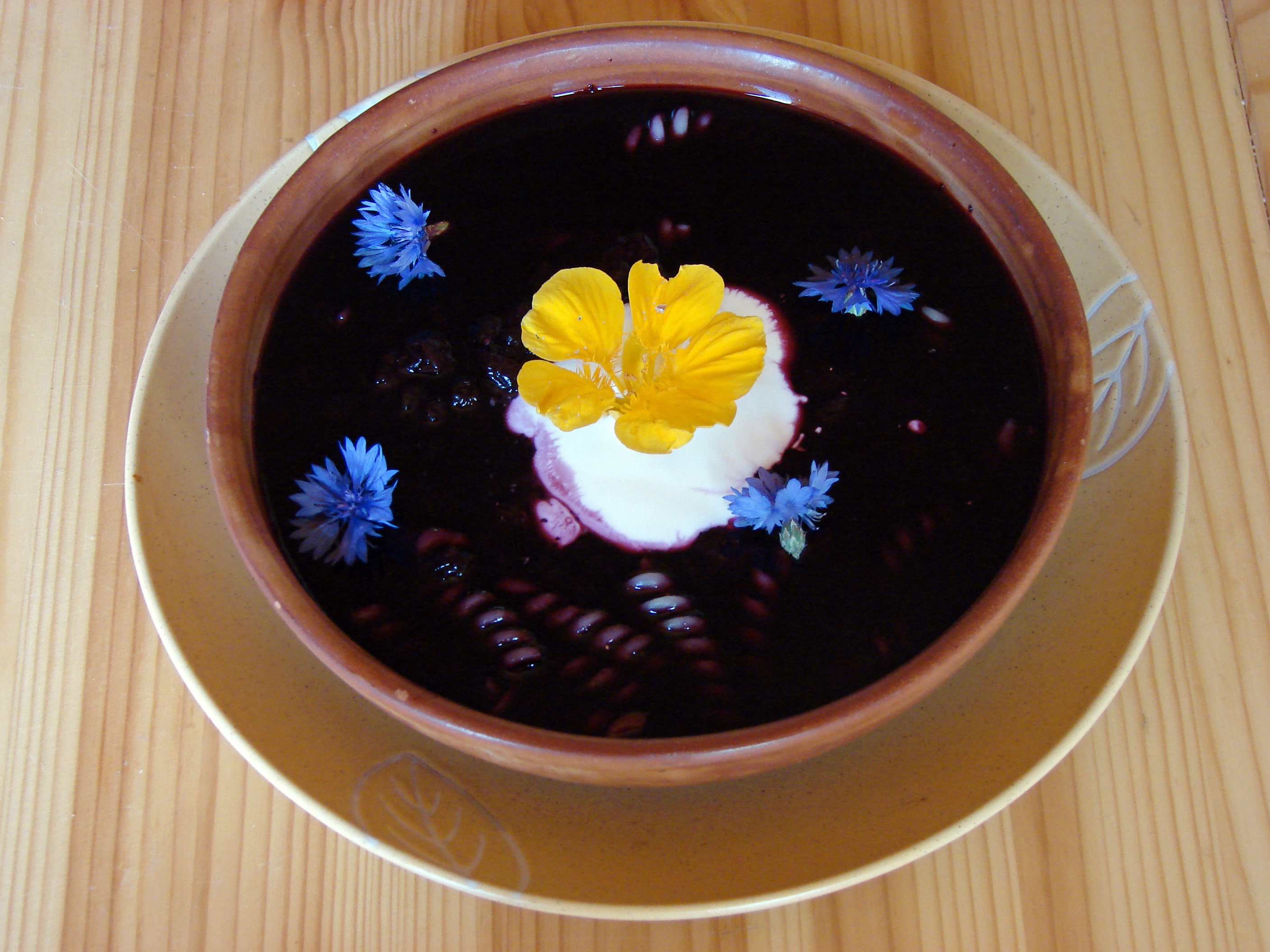
سوپ بلوبری

سوپ میوه یکی از دسرهای اندونزی است که مخلوطی از میوه‌های استوایی است که در آب نارگیل و شیره گل رز درست شده‌است.

سوپ میوه متشکل از
- تکه‌های خرد شده انگور
- تکه‌های طالبی
- توت فرنگی
- آناناس
- آووکادو
- میوه دراگون
- گوشت نارگیل سبز (نارگیلی که هنوز جوان است و گوشت سفید آن بسیار ترد است و به عنوان میوهٔ محبوب اندونزی در مغازه‌ها سرو می‌شود)
- آب نارگیل سبز

همه میوه‌ها را به تکه‌های کوچک قاچ زده و در آب نارگیل ریخته به آن شکر و شیر عسل به اندازه دلخواه اضافه می‌کنند و روی آن تکه‌های یخ می‌ریزند. بعد از حدود نیم ساعت دسر درست شده‌است.
این دسر را در اندوزی با نام soup buah می‌شناسند.